# Patrick Leahy (atleta)
Patrick Leahy (Joseph Patrick "Pat" Leahy, 20 de mayo de 1877 - 29 de diciembre de 1927) fue un atleta irlandés que ganó medallas olímpicas (de Gran Bretaña e Irlanda) en el salto de altura y salto de longitud en los Juegos Olímpicos de París 1900.
Leahy nació en Cregane, Charleville, Condado de Limerick, en la frontera entre el condado de Limerick y Cork County. Él era uno de los siete hermanos todos ellos deportistas. Su hermano Con ganaron medallas en salto en dos Juegos Olímpicos. Otro hermano, Timothy, también aumentó en forma competitiva. Patrick ganó el récord británico de salto de altura en Dublín en 1898 con un salto de 6 pies. 4in. (1.93m). También compitió internacionalmente en el salto de longitud y el salto, y salto triple.
En los Juegos Olímpicos de 1900 en París Leahy participó en tres disciplinas de salto. Ganó la medalla de plata en salto de altura detrás de Irving Baxter de los Estados Unidos, y la medalla de bronce en el salto de longitud detrás de Alvin Kraenzlein y Myer Prinstein. Terminó en cuarto lugar en el salto, paso y salto detrás de Prinstein, James Connolly y Lewis Sheldon.
En 1909, Patrick Leahy y Con emigraron a los Estados Unidos. Patrick murió allí en 1927, a los 50 años.